# Gabon na Mistrzostwach Świata w Lekkoatletyce 2019
Gabon na Mistrzostwach Świata w Lekkoatletyce 2019 – reprezentacja Gabonu podczas mistrzostw świata w Doha liczyła tylko jednego zawodnika, sprintera Guya Maganga Gorra.

## Skład reprezentacji

### Mężczyźni
| Zawodnik          | Konkurencja   | Eliminacje | Eliminacje | Półfinał | Półfinał | Finał | Finał   |
| Zawodnik          | Konkurencja   | Wynik      | Pozycja    | Wynik    | Pozycja  | Wynik | Pozycja |
| ----------------- | ------------- | ---------- | ---------- | -------- | -------- | ----- | ------- |
| Guy Maganga Gorra | Bieg na 200 m | 20,74 s    | 35.        | NQ       | NQ       | NQ    | NQ      |